# سدریک تونی
سدریک تونی (انگلیسی: Sedric Toney؛ زادهٔ ۱۳ آوریل ۱۹۶۲) بازیکن بسکتبال اهل ایالات متحده آمریکا است. از باشگاه‌هایی که در آن بازی کرده‌است می‌توان به فینیکس سانز، ساکرامنتو کینگز، آتلانتا هاوکس، ایندیانا پیسرز، نیویورک نیکس، و کلیولند کاوالیرز اشاره کرد.